# Knox County (Ohio)
Knox County ist ein County im US-Bundesstaat Ohio der Vereinigten Staaten. Der Verwaltungssitz (County Seat) ist Mount Vernon.

## Geographie
Das County liegt etwas nordöstlich des geographischen Zentrums von Ohio und hat eine Fläche von 1371 Quadratkilometern, wovon sechs Quadratkilometer Wasserfläche sind. Es grenzt im Uhrzeigersinn an folgende Countys: Richland County, Ashland County, Coshocton County, Licking County, Delaware County und Morrow County.

## Geschichte
Knox County wurde am 30. Januar 1808 aus Teilen des Fairfield County gebildet. Benannt wurde es nach Henry Knox, einem Artillerie-Offizier der Kontinentalarmee im Amerikanischen Unabhängigkeitskrieg und später erster Kriegsminister.
45 Bauwerke und Stätten des Countys sind im National Register of Historic Places eingetragen (Stand 10. Mai 2018).

## Demografische Daten

Alterspyramide des Knox County

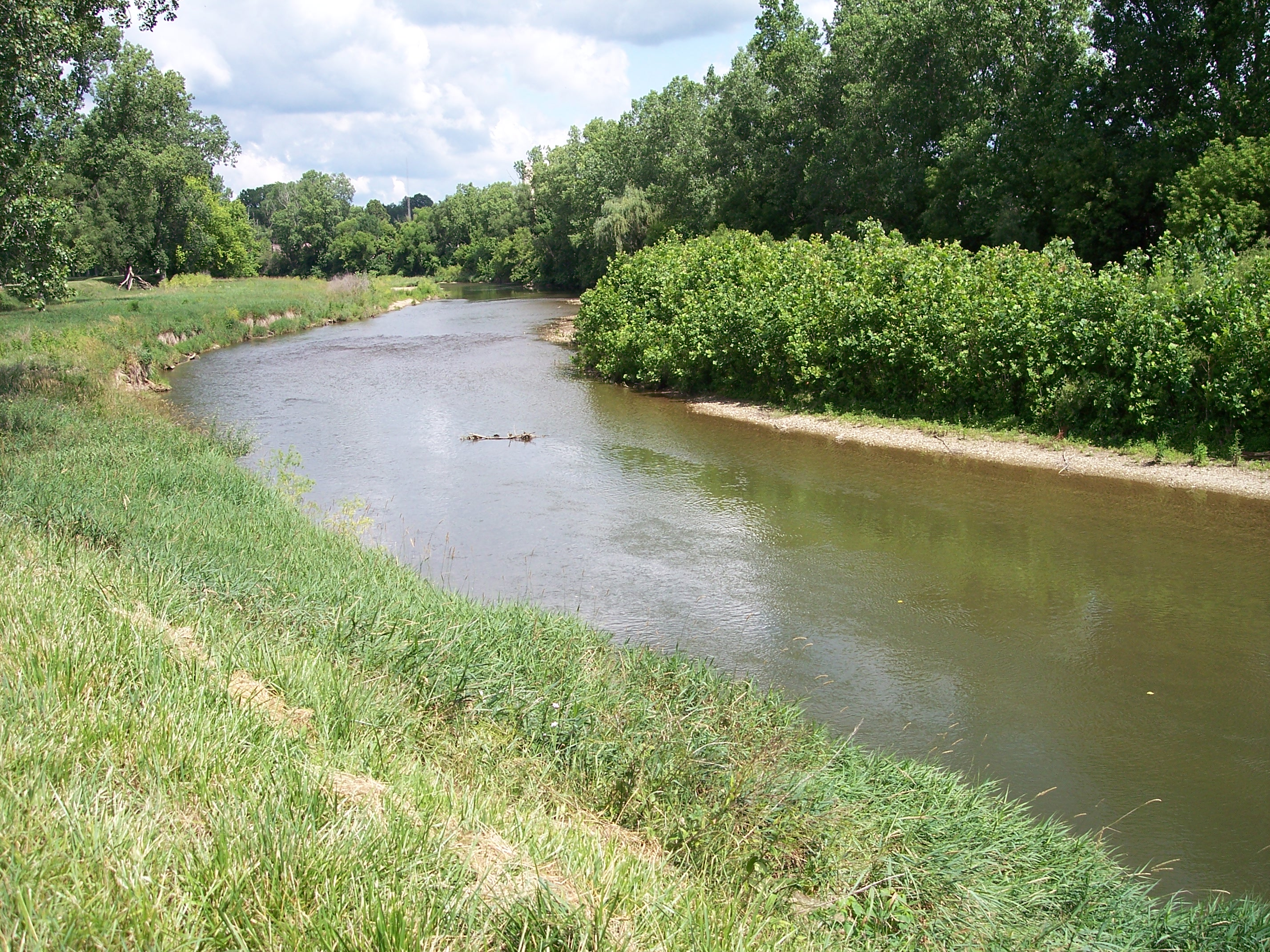
Kokosing River nahe Mount Vernon

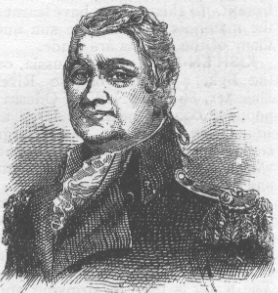
Henry Knox

Nach der Volkszählung im Jahr 2000 lebten im Knox County 54.500 Menschen in 19.975 Haushalten und 14.362 Familien. Die Bevölkerungsdichte betrug 40 Einwohner pro Quadratkilometer. Ethnisch betrachtet setzte sich die Bevölkerung zusammen aus 97,66 Prozent Weißen, 0,67 Prozent Afroamerikanern, 0,21 Prozent amerikanischen Ureinwohnern, 0,34 Prozent Asiaten, 0,02 Prozent Bewohnern aus dem pazifischen Inselraum und 0,21 Prozent aus anderen ethnischen Gruppen; 0,89 Prozent stammten von zwei oder mehr Ethnien ab. 0,68 Prozent der Bevölkerung waren spanischer oder lateinamerikanischer Abstammung.
Von den 19.975 Haushalten hatten 32,5 Prozent Kinder und Jugendliche unter 18 Jahre, die bei ihnen lebten. 59,6 Prozent waren verheiratete, zusammenlebende Paare, 8,5 Prozent waren allein erziehende Mütter, 28,1 Prozent waren keine Familien, 23,9 Prozent waren Singlehaushalte und in 10,6 Prozent lebten Menschen im Alter von 65 Jahren oder darüber. Die Durchschnittshaushaltsgröße betrug 2,56 und die durchschnittliche Familiengröße lag bei 3,03 Personen.
Auf das gesamte County bezogen setzte sich die Bevölkerung zusammen aus 24,8 Prozent Einwohnern unter 18 Jahren, 11,7 Prozent zwischen 18 und 24 Jahren, 26,7 Prozent zwischen 25 und 44 Jahren, 23,0 Prozent zwischen 45 und 64 Jahren und 13,8 Prozent waren 65 Jahre alt oder darüber. Das Durchschnittsalter betrug 36 Jahre. Auf 100 weibliche Personen kamen 94,7 männliche Personen. Auf 100 Frauen im Alter von 18 Jahren oder darüber kamen statistisch 90,9 Männer.
Das jährliche Durchschnittseinkommen eines Haushalts betrug 38.877 USD, das Durchschnittseinkommen der Familien betrug 45.119 USD. Männer hatten ein Durchschnittseinkommen von 34.363 USD, Frauen 24.352 USD. Das Prokopfeinkommen betrug 17.695 USD. 7,4 Prozent der Familien und 10,1 Prozent der Bevölkerung lebten unterhalb der Armutsgrenze. Davon waren 13,6 Prozent Kinder oder Jugendliche unter 18 Jahre und 7,6 Prozent waren Menschen über 65 Jahre.